# Urraca Afonso de Leão
Urraca Afonso (1190 ou 1197 — depois de 1244, infanta do Reino de Leão e senhora de Biscaia, pelo seu casamento com Lope Díaz II de Haro, 6.º senhor de Biscaia.
Urraca Afonso era filha bastarda de Afonso IX de Leão e de Inês Iniguez de Mendoza, sendo, portanto, neta paterna do rei Fernando II de Leão e da rainha Urraca, infanta de Portugal e neta materna de Inigo Lopes e Maria Garcia.
Urraca Afonso casou-se com Lope Díaz II de Haro, de quem teve:
- Diego Lopes III de Haro, 7.º senhor da Biscaia casado com Constânça de Bearn,
- Teresa Lopes de Haro,  casou dos vezes, a primeira com Nuno Sanches, filho do Sancho I de Cerdanha, e a segunda vez com Rodrigo Gonçalves Girão,
- Mécia Lopes de Haro (morta em 1270) casada por duas vezes; a primeira com Álvaro Peres de Castro e a segunda com o rei  Sancho II, rei de Portugal, o que a fez rainha de Portugal.
- Álvaro Lopes de Haro. (morto depois de 1236).
- Afonso Lopes de Haro[2] (morto depois de 1263),  casado em primeiras núpcias com María Álvarez, senhora de Los Cameros, e a segunda vez com Sancha Gil, filha do Gil Vasques de Soverosa e de Maria Gonçalves Girão[3] que era a viúva de Guilhén Peres de Gusmão,[4]
- Berengária Lopes de Haro (morta c. 1296) casada com Rodrigo Gonçalves Girão,
- Sancho Lopes de Haro
- Lope Lopez de Haro "O Chico", senhor de La Guardia casado com Maior Gonçalves Girão, filha do Gonçalo Rodrigues Girão e de sua segunda esposa, Marquesa Peres, pais de Rui Lopes de Baeza casado com Sancha Ponce, segundo consta nos documentos do Mosteiro de Santa María la Real de Las Huelgas em Burgos datados de 10 de setembro de 1249 quando se declarando filho do seu pai, junto com sua esposa Sancha Ponce, vendem bem em Villamorico.
- Manrique Lopes de Haro (morto depois de 1236)